# Trachycarpus martianus
Trachycarpus martianus (con el nombre común de Palma de abanico de Martius) es una especie de palmera del género Trachycarpus con dos distintivas poblaciones, una a 1,500 metros en Khasia Hills, Meghalaya, en el nordeste de  India, y otra a 2,400 metros en el norte de Nepal.

## Descripción
Las principales características de identificación  son que la hoja  se divide (a mitad de su longitud), las semillas en forma de grano de café  (de aspecto similar a Trachycarpus latisectus) y tronco fibroso. La nueva hoja es lanceolada  y los bordes de los pecíolos están cubiertos de un tomento blanco.

## Taxonomía
Trachycarpus martianus  fue descrita por (Wall. ex Mart.) H.Wendl. y publicado en Bulletin de la Société Botanique de France 8: 429. 1861.
Etimología
Trachycarpus: nombre genérico que deriva de las palabras griegas: trachus = "áspero" y karpos = "fruta", en referencia a la fruta de forma irregular.
martianus: epíteto otorgado en honor de Carl Friedrich Philipp von Martius, botánico alemán.
Sinonimia
- Chamaerops martiana Wall. ex Mart. in Wall., Pl. Asiat. Rar. 3: 5 (1831).
- Chamaerops nepalensis Lodd. ex Schult. & Schult.f., Syst. Veg. 7: 1489 (1830), nom. nud.
- Chamaerops khasyana Griff., Calcutta J. Nat. Hist. 5: 341 (1845).
- Chamaerops tomentosa C.Morren, Ann. Soc. Roy. Agric. Gand 1: 488 (1845).
- Trachycarpus khasyanus (Griff.) H.Wendl., Bull. Soc. Bot. France 8: 429 (1861).
- Chamaerops griffithii Lodd. ex Verl., Rev. Hort. 42: t. 276 (1870).
- Trachycarpus griffithii (Lodd. ex Verl.) auct., Rev. Hort. 51: 212 (1879).
- Trachycarpus martianus subsp. khasyana (Griff.) M.Lorek, Curr. Sci. 92: 1679 (2007).[4]